# Општина Луика (Калараш)
Луика (рум. Luica) општина је у Румунији у округу Калараш.
Oпштина се налази на надморској висини од 41 m.